# Amelie Lens
Amelie Lens (Vilvoorde, 31 mei 1990) is een Belgische dj en producer.
Op haar vijftiende ondertekende ze een contract bij Dominique Models. Een jaar later poseerde ze onder meer voor Levi's en Jean Paul Gaultier. Na verloop van tijd kon ze haar modellencarrière niet meer combineren met school en koos ze voor haar studies.
In 2014 begon ze als dj, oorspronkelijk onder de naam Renée. Ze draait voornamelijk minimalistische, duistere techno en speelt als resident in Labyrinth Club in het Belgische Hasselt. Daarnaast wordt ze geregeld gevraagd in andere clubs in Europa. Begin 2016 bracht ze op het Italiaanse label Lyase Recordings haar eerste ep uit. Met het titelnummer Exhale brak ze door in de internationale scene. Daarnaast ondertekende ze ook een contract bij Second State, het label van het Berlijnse duo Pan-Pot. In 2016 speelde ze onder andere op Extrema Outdoor België, Dour, Tomorrowland, Pukkelpop, Awakenings en het Amsterdam Dance Event.
Lens is sinds 2022 getrouwd met Sam Deliaert die beter bekend is als dj Farrago, een Belgische techno-dj.

## Discografie
- 2016: Exhale
- 2016: Let it Go
- 2017: Contradiction
- 2017: Stay With Me
- 2017: Nel
- 2019: Basiel EP
- 2019: Little robot EP